# لجنة صياغة الدستور العراقي
أثارت كتابة الدستور العراقي الكثير من الجدل حيث شرع السياسيون بالكتابة أثناء الاحتلال الأمريكي للعراق عام ٢٠٠٣.
وجرى طرح الدستور للاستفتاء الشعبي في ظروف غير مستقرة كان العراق يشهدها ما دفع بالكثيرين لمقاطعة هذا الاستفتاء ومن قام بالتصويت هم الكتلة الشيعية والكتلة الكردية مع مقاطعة شبه عامة من قبل السنة وعدد من الأطراف.